# Limnocharis
Limnocharis là chi thực vật có hoa trong họ Alismataceae.

## Hình ảnh

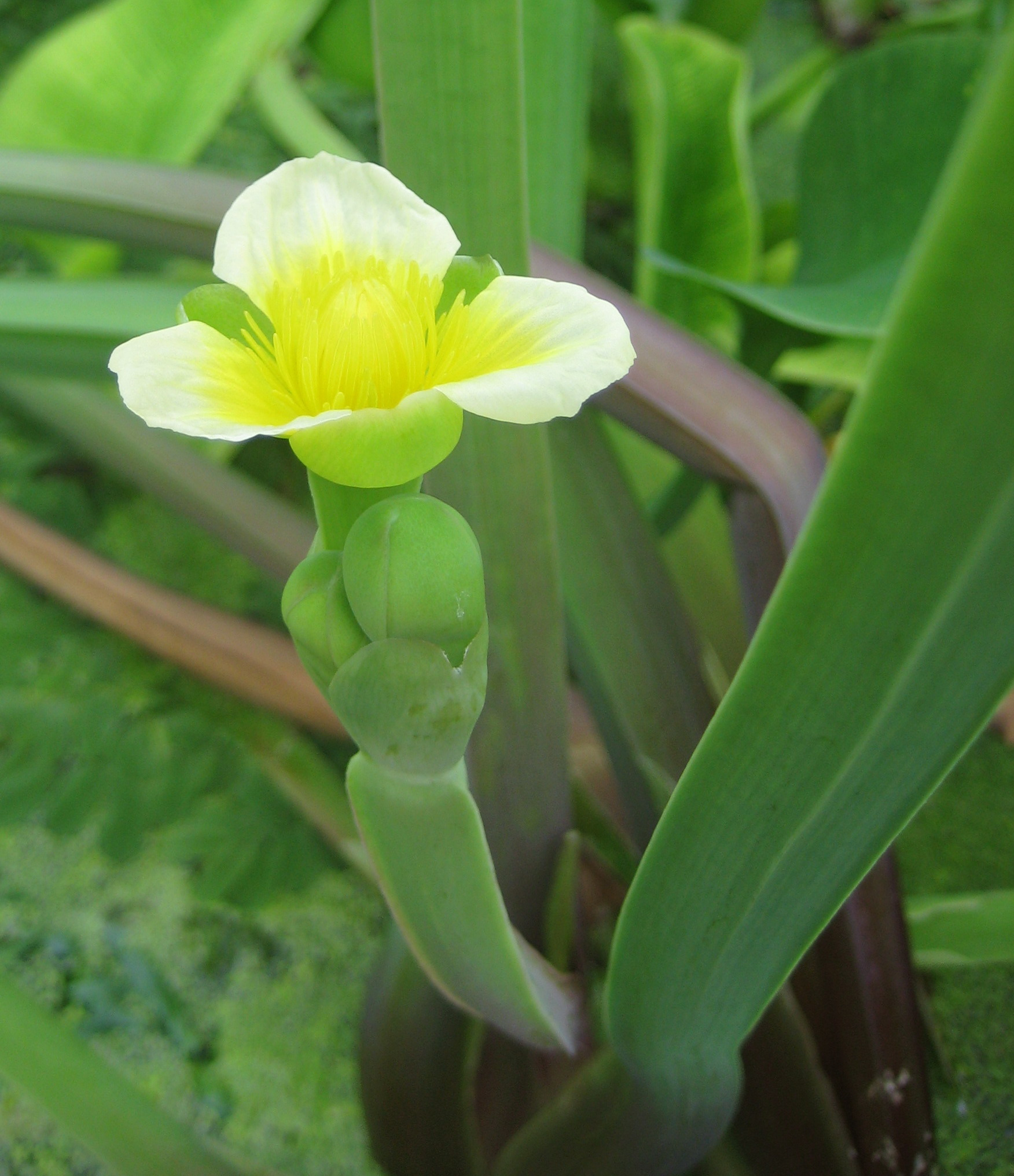
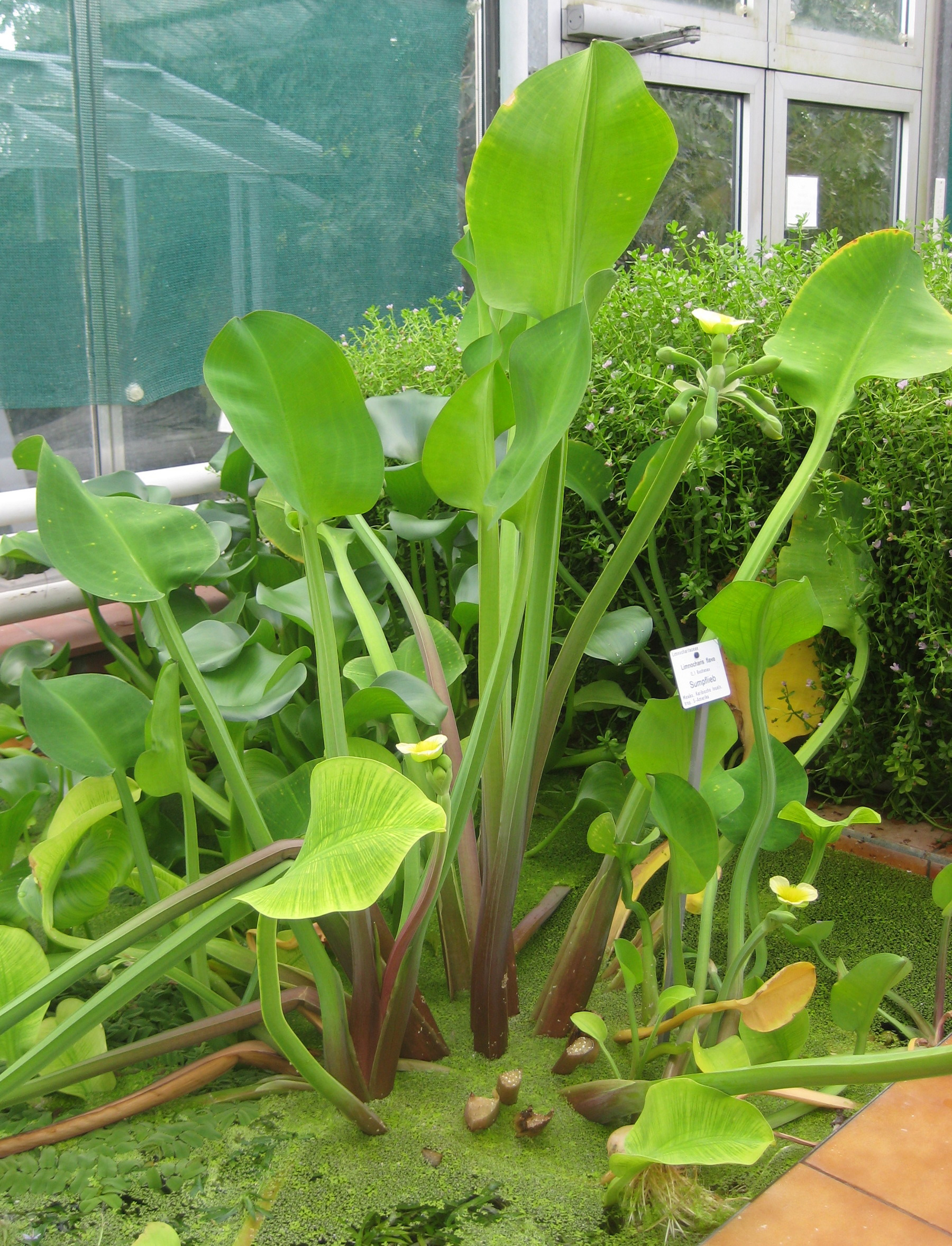
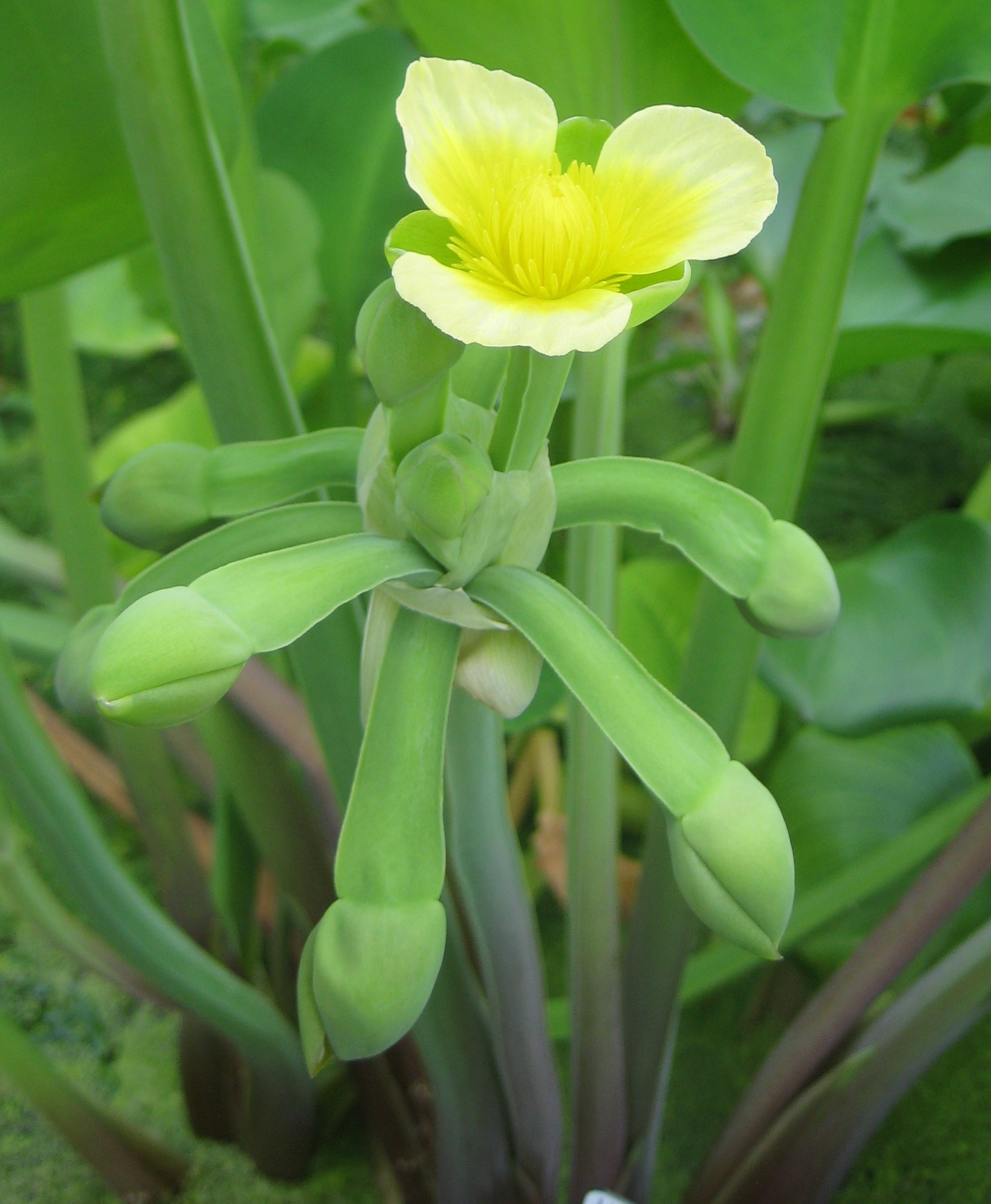